# Distretto di Pružany
Il distretto di Pružany (in bielorusso Пружанскі раён?) è un distretto (rajon) della Bielorussia appartenente alla regione di Brėst.